# Montoulieu-Saint-Bernard
Montoulieu-Saint-Bernard – miejscowość i gmina we Francji, w regionie Oksytania, w departamencie Górna Garonna.
Według danych na rok 1990 gminę zamieszkiwało 149 osób, a gęstość zaludnienia wynosiła 31 osób/km² (wśród 3020 gmin regionu Midi-Pireneje Montoulieu-Saint-Bernard plasuje się na 914. miejscu pod względem liczby ludności, natomiast pod względem powierzchni na miejscu 1502.).